# Уццано
Уццано (італ. Uzzano) — муніципалітет в Італії, у регіоні Тоскана,  провінція Пістоя.
Уццано розташоване на відстані близько 270 км на північний захід від Рима, 45 км на захід від Флоренції, 17 км на захід від Пістої.
Населення — 5720 осіб (2014).
Щорічний фестиваль відбувається 11 листопада. Покровитель — S. Martino di Tours.

## Демографія
Населення за роками:

Станом на 1 січня 2023 року в муніципалітеті офіційно проживало 519 іноземців з 43 країн, серед них 169 громадян країн Євросоюзу та 14 громадян України.

## Сусідні муніципалітети
- Буджано
- К'єзіна-Уццанезе
- Пеша